# Ротердам (Њујорк)
Ротердам (енгл. Rotterdam) насељено је место без административног статуса у америчкој савезној држави Њујорк.

## Демографија
По попису из 2010. године број становника је 20.652, што је 116 (0,6%) становника више него 2000. године.
| Група             | 2000.          | 2010.          |
| Белци             | 19.788 (96,4%) | 19.199 (93,0%) |
| Афроамериканци    | 218 (1,1%)     | 320 (1,5%)     |
| Азијати           | 113 (0,6%)     | 244 (1,2%)     |
| Хиспаноамериканци | 212 (1,0%)     | 525 (2,5%)     |
| Укупно            | 20.536         | 20.652         |